# The Miseducation of Lauryn Hill
The Miseducation of Lauryn Hill è il primo album in studio della cantautrice e rapper statunitense Lauryn Hill, pubblicato il 25 agosto 1998 dalla Ruffhouse Records.
Principalmente neo soul, l'album incorpora diversi generi tra cui R&B, reggae, hip hop e soul. Il disco debutta al primo posto nella Billboard 200, vendendo 422 624 copie fisiche nella sua prima settimana di vendite e segnando un nuovo record di vendite nella prima settimana per un'artista femminile. Tre singoli sono estratti dal prodotto: Doo Wop (That Thing), Ex-Factor e Everything Is Everything, il primo singolo raggiunge il vertice nella Billboard Hot 100. Il successo dell'album fa diventare Lauryn Hill una star a livello internazionale, contribuendo a portare l'hip hop e il neo soul al vertice della musica popolare. Ai Grammy Awards 1999 The Miseducation of Lauryn Hill ottiene 10 candidature, vincendo cinque premi, rendendola la prima donna a ricevere così tante nomination e premi in una singola notte dei Grammy. Al 2013, l'album ha venduto 8 milioni di copie negli Stati Uniti e 19 a livello mondiale.
Accolto entusiasticamente dalla critica, nel corso degli anni è stato inserito in molte liste dei migliori album, con una serie di critici che lo considera uno dei migliori album degli anni novanta e uno dei migliori album di sempre. Nel 2015 il disco è inserito nella Biblioteca del Congresso. Nel 2020 Rolling Stone lo proclama come miglior album rap di tutti i tempi, inserendolo in 10ª posizione nell'aggiornamento della sua lista dei 500 migliori album di sempre. Nel 2024, Apple Music lo posizione al primo posto della sua classifica dei 100 migliori album secondo Apple Music.

## Antefatti e pubblicazione
Nel 1996, Lauryn Hill incontra Rohan Marley durante il suo tour come membro dei Fugees: dalla relazione tra i due, Hill resta incinta durante il tour. La gravidanza e altra circostanze nella sua vita ispirano la Hill nella registrazione di un album da solista. Dopo aver contribuito al disco solista del 1997 The Carnival dell'altro membro dei Fugees Wyclef Jean, la Hill prende tempo dal tour e dalla registrazione a causa della gravidanza e del blocco dello scrittore. Nonostante ciò, la gravidanza della Hill rinnova la sua vena creativa.
Nel corso dell'ispirazione, Hill scrive oltre trenta canzoni nel suo studio a South Orange (New Jersey). Molte di queste canzoni hanno preso ispirazione dalle turbolenze nei Fugees, così come dalle esperienze d'amore del passato. Nell'estate del 1997, dato che la Hill avrebbe dovuto dare alla luce il suo primo figlio, le fu chiesto di scrivere una canzone per il musicista gospel Cece Winans. Alcuni mesi dopo, andò a Detroit per lavorare con la cantante soul Aretha Franklin scrivendo e producendo il suo singolo A Rose Is Still a Rose. Successivamente, la Hill scrive un pezzo per Whitney Houston. Avendo scritto canzoni per artisti in gospel, hip hop ed R&B, la Hill attinge da queste influenze ed esperienze per registrare The Miseducation of Lauryn Hill.
Pubblicato dalla Ruffhouse Records nei mercati di Stati Uniti, Canada, Messico, Bulgaria, Polonia e Russia, l'album è commercializzato anche dalla Sony Music in Giappone e dalla Columbia Records per i mercati di Europa, Australia (con Sony Music), Indonesia, Asia, Repubblica Sudafricana, Brasile, Turchia (con Sony) e Paesi Bassi. In Arabia Saudita il disco arriva attraverso l'etichetta saudita Megastar.

## Registrazione e produzione

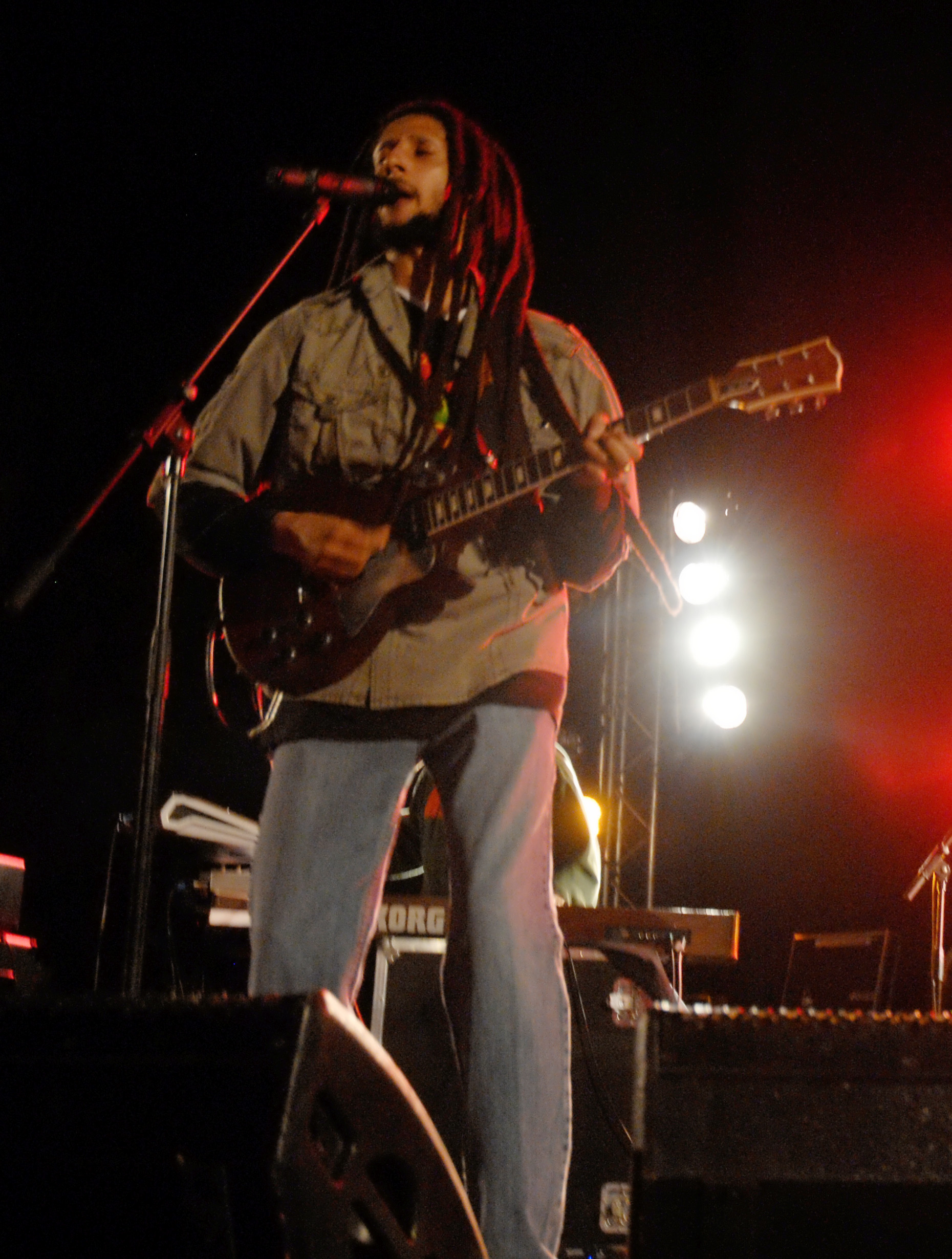
Julian Marley (nel 2010) è uno dei diversi membri della famiglia Marley che hanno seguito le sessioni di registrazione dell'album in Giamaica.

Hill ha iniziato a registrare l'album alla fine del 1997 presso i Chung King Studios di New York e lo ha completato nel giugno 1998 nei Tuff Gong Studios di Kingston, capitolo Giamaica. In un'intervista, la Hill ha descritto il suo primo giorno di registrazione dichiarando: «il primo giorno in studio ho ordinato ogni strumento del quale mi sono mai innamorata: arpe, archi, timpani, organi, clarinetti, è stata una mia idea registrarlo quindi l'elemento umano è rimasto. Non volevo che fosse tecnicamente perfetto.» Inizialmente, Wyclef Jean non supporta Hill nella registrazione di album da solista, ma alla fine si è offerto di aiutarla nella vece di produttore, con la Hill che non ha accettato.
Oltre a lavorare nei Chung King Studios, Hill ha anche registrato nel New Jersey presso i Perfect Pair Studios, così come ai Sony Studios, con alcune canzoni con elementi differenti registrati in studi diversi. Tuttavia, la maggior parte dell'album è registrata in Giamaica, nei Tuff Gong Studios di Kingston costruiti da Bob Marley. Riguardo a questo cambiamento d'ambiente, Lauryn Hill ha affermato: «quando ho iniziato a registrare nel New Jersey e a New York; molte persone mi davano vibrazioni negative. Volevo un posto dove ci fossero buone vibrazioni, dove sarei stata in famiglia, e questo era Tuff Gong. Molti membri della famiglia Marley erano presenti in studio durante le sessioni di registrazione, tra cui Julian Marley, che ha aggiunto elementi di chitarra per Forgive Them Father.
In un'intervista, l'ingegnere di registrazione Gordon Williams ha ricordato la registrazione di Lost Ones, affermando: «era la nostra prima mattina in Giamaica e ho visto tutti questi ragazzi riuniti intorno a Lauryn, che urlavano e ballavano. Lauryn era nel soggiorno accanto allo studio con circa quindici nipoti di Marley intorno a lei, i figli di Ziggy, di Stephen e di Julian; lei inizia a cantare questo verso rap e tutti i bambini iniziano a ripetere l'ultima parola di ogni riga, suonando in modo molto spontaneo perché erano così coinvolti nella canzone.» La Columbia Records considerò di portare un produttore esterno nell'album e iniziarono i primi colloqui con RZA del Wu-Tang Clan. Tuttavia, Hill è stata irremovibile nello scrivere, arrangiare e produrre l'album da sola: «sarebbe stato più difficile articolarsi con altre persone. Ehi, è il mio album. Chi può raccontare la mia storia meglio di me?» La Hill ha ricordato al produttore esecutivo della Ruffhouse Records Chris Swartz di assicurarle libertà artistica mentre registrava l'album: «avevo il controllo totale dell'album. Chris Swartz della Ruffhouse, la mia etichetta, aveva detto "ascolta, non hai fatto niente di stupido finora, quindi lascia che ti lasci fare la tua cosa".»

## Descrizione
Album neo soul ed R&B, The Miseducation of Lauryn Hill incorpora diversi stili musicali come il soul, il reggae e l'hip hop. Alcune tracce sono basate sull'hip hop soul.
When It Hurts So Bad è musicalmente vecchio roots reggae mescolato al soul. Mentre la maggior parte delle canzoni sono interpretate in inglese, Forgive Them Father e Lost Ones sono cantante in patois, dialetto comune giamaicano. Sebbene sia pesantemente R&B, il brano Superstar contiene un'interpolazione della traccia rock dei Doors Light My Fire. Hill ha detto che «non voleva uscire con un tipo di suono [da Fugees]», bensì creare «qualcosa che fosse inconfondibilmente e molto chiaramente un album di Lauryn Hill». Ha aggiunto inoltre, che non voleva che il suono dell'album fosse interessante dal punto di vista commerciale: «c'è troppa pressione per avere hits in questi giorni. Gli artisti stanno guardando Billboard invece di esplorare se stessi. Guarda qualcuno come Aretha, il suo album d'esordio non è stato un successo, ma è stata in grado di crescere e trovare se stessa. Ho cercato di fare musica onesta, non mi piace che le cose siano troppo perfette o troppo raffinate, la gente potrebbe criticarmi, ma sono cresciuta ascoltando Al Green e Sam Cooke. Quando cantano una nota alta, lo puoi sentire.»
Gran parte dei testi di Hill trattava della maternità, dell'amore, della reminiscenza, dello strazio, dei Fugees e di Dio. Commentando il contenuto gospel dell'album, Hill ha dichiarato: «la musica gospel è musica ispirata ai vangeli. In un enorme rispetto, un sacco di questa musica si è rivelata essere proprio così. Durante questo album, mi sono rivolta alla Bibbia e ho scritto canzoni che mi hanno confortata. Diverse tracce dell'album, come Ex-Factor, Superstar, Lost Ones e Forgive Them Father, sono state ampiamente speculate come attacchi diretti ai membri dei Fugees Wyclef Jean e Pras. Ex-Factor era originariamente diretta a un artista diverso, tuttavia la Hill decise di mantenerla nella lista tracce dopo che fu completata, a causa del suo contenuto personale. Nonostante gran parte delle canzoni d'amore sull'album risultassero amare a causa del precedente rapporto di Hill, Nothing Even Matters, un duetto con il cantante R&B D'Angelo, ha mostrato una prospettiva più luminosa e intima sull'argomento. Il brano è ispirato dalla relazione della Hill con Rohan Marley. Parlando del testo di Nothing Even Matters, Lauryn Hill ha affermato: «Volevo fare una canzone d'amore, alla Roberta Flack & Donny Hathaway, e dare alle persone un approccio umanistico per amare di nuovo senza tutta la fisicità e la sessualità manifesta.»
To Zion, tra i brani più introspettivi di The Miseducation of Lauryn Hill, tratta di come la famiglia della Hill venga prima della sua carriera e della sua decisione di avere il suo primo figlio, anche se molti al momento l'avevano incoraggiata ad abortire, così da non entrare in conflitto con la sua fiorente carriera. In un'intervista ha discusso l'origine e il significato della canzone, commentando: «i nomi non sarebbero venuti quando ero pronta ad averlo. L'unico nome che mi è venuto è stato Zion. direi che personalmente [questo bambino] mi ha liberato dalla mia siccità emotiva e spirituale. E quando è nato mi sono sentita come se fossi nata di nuovo.» Ha anche affermato: «volevo che fosse una canzone rivoluzionaria su un movimento spirituale e anche sul mio cambiamento spirituale, passando da un posto all'altro a causa di mio figlio.»
Durante l'album, vengono suonati diversi interludi di un insegnante che parla di ciò che è implicito essere un'aula di bambini. Il "maestro" è stato interpretato dal poeta e politico americano Ras Baraka che parla a un gruppo di bambini nel salotto della casa di Lauryn Hill nel New Jersey. La Hill ha chiesto a Baraka di parlare ai bambini del concetto di amore, improvvisato durante la lezione. Paul Schrodt di Slant Magazine ha commentato il riferimento del titolo dell'album a The Mis-Education of the Negro di Carter G. Woodson: «[la Hill] adotta la tesi di Woodson e lo rende parte del suo processo artistico. Come le canzoni stesse, gli interludi della classe intro/outro suggeriscono una comunità più ampia che lavora per ridefinire se stessa.» Insieme al libro di Woodson, il titolo dell'album è stato ispirato dal film e dal romanzo utobiografico The Education of Sonny Carson.

## Accoglienza
| Recensione           | Giudizio |
| -------------------- | -------- |
| Mužik                | [ 56 ]   |
| Entertainment Weekly | A        |
| The Guardian         | [ 58 ]   |
| Los Angeles Times    | [ 59 ]   |
| NME                  | [ 60 ]   |
| Pitchfork            | [ 61 ]   |
| Q                    | [ 62 ]   |
| Rolling Stone        | [ 63 ]   |
| Piero Scaruffi       | 7.5/10   |
| Spin                 | [ 65 ]   |

The Miseducation of Lauryn Hill ha ottenuto recensioni molte positive dalla critica contemporanea, secondo il giornalista del Los Angeles Times Geoff Boucher è stato l'album più acclamato del 1998. I recensori hanno spesso elogiato la presentazione di Hill di una visione femminile sulla vita e sull'amore. Eric Weisbard di Spin ha elogiato la Hill per il suo bilanciamento tra il canto e il rapping sicuri con i temi e i sentimenti vulnerabili. Anche Ann Powers del New York Times e John Bush di AllMusic hanno ben accolto l'album, dal modo in cui Lauryn Hill ha saputo trattare temi come la fede ai testi composti in maniera intelligente, all'esecuzione dei brani fino alla produzione del disco. David Browne di Entertainment Weekly, lo ha definito «un album di potere, forza e sentimento spesso sorprendente» affermando che Hill «scorre facilmente dal canto al rap, evocando il passato mentre forgia un suo futuro».
In una recensione meno entusiasta, Don Phillips di Q ha ritenuto che l'unica pecca della musica fosse «la mancanza di melodie memorabili» in alcune canzoni che non utilizzavano campionamenti interessanti, mentre John Mulvey di NME ha discusso il fatto che alcuni interludi siano ridondanti e la «propensione» della cantautrice per l'istrionismo e le dichiarazioni su «quanto Dio sia geniale» in un album altrimenti «essenziale». Neil Lieberman di Pitchfork ha trovato alcune ballate noiose e le melodie dozzinali. Citando Superstar e Lost Ones come punti salienti, il critico del Village Voice Robert Christgau ha dichiarato che The Miseducation of Lauryn Hill è «il disco politicamente corretto dell'anno», caratterizzato da una produzione eccezionalmente sottovalutata e una grande tecnica di rapping nonostante l'incoerenza lirica, il canto di medio livello e gli interludi superflui, criticandone la valutazione della Hill su Dio.

## Promozione
Inizialmente, non era stato programmato un tour immediato poiché l'album non aveva bisogno di promozione e Hill era di nuovo incinta e con un bambino appena nato nel settembre del 1998. Le sue prime esibizioni dal vivo delle canzoni sono state al Saturday Night Live e ai Billboard Music Awards. Nel gennaio del 1999, Hill reclutò una band e iniziò le prove per quello che sarebbe diventato il The Miseducation Tour. All'annuncio del tour, i biglietti vennero immediatamente esauriti.
Il tour inizia al Budokan di Tokyo il 21 gennaio del 1999. Hill si è esibisce nuovamente la sera successiva e suona in altre due sedi di Tokyo la settimana seguente. Dopo una settimana vola a Londra per la sua esibizione al Brixton Academy in data 8 febbraio. Seguono venti date negli Stati Uniti: la parte americana del tour è caratterizzata dall'apertura dei concerti fatta dagli Outkast e inizia il 18 febbraio a Detroit per concludersi il primo aprile nella sua città natale, Newark. Ritorna in Europa per chiudere il tour europeo alla Manchester Arena (Gran Bretagna) e completa il tour mondiale concludendo in Giappone.
Nonostante le possibilità, Lauryn Hill non volle fare un tour lungo a causa degli obblighi nei confronti della propria famiglia e delle difficoltà incontrate durante il tour con i Fugees nel 1996, come riportato anche dal suo biografo Chris Nickson.

## Controversie
Nonostante The Miseducation of Lauryn Hill fosse in gran parte una collaborazione tra Lauryn Hill e il gruppo di musicisti conosciuto come New Ark (composto da Vada Nobles, Rasheem Pugh, Tejumold Newton e Johari Newton) c'era «pressione da parte dell'etichetta per fare le cose alla Prince», ovverosia tutte le tracce sarebbero state accreditate come scritte e prodotte dall'artista con un piccolo aiuto esterno. Durante la registrazione dell'album, quando è stato chiesto a Hill di fornire contratti o documentazione ai musicisti, lei ha risposto: «ci vogliamo tutti bene. Non si tratta di documenti. Questa è fortuna.»
Nel 1998, New Ark intentò una causa di 50 pagine contro Hill, il suo management e la sua etichetta discografica, dichiarando che la Hill «usava le loro canzoni e le loro abilità produttive, ma non riusciva a farle accreditare correttamente per il lavoro svolto da essi.» I musicisti sostenevano di essere i principali autori di due tracce e contributori importanti in diverse altre, nonostante Gordon Williams, ingegnere audio e produttore dell'album, abbia descritto il progetto: «Un potente sforzo personale di Hill… era sicuramente la sua visione.» In risposta a ciò, la Hill ha detto che i New Ark hanno approfittato del suo successo. In seguito la New Ark ha richiesto i crediti di composizione parziali e i rimborsi monetari. La causa è infine risolta in via extragiudiziale nel febbraio del 2001 per un valore di 5 milioni di dollari.

## Premi e riconoscimenti
Alla fine del 1998, The Miseducation of Lauryn Hill è stato votato come il secondo miglior disco dell'anno nel Pazz & Jop, sondaggio annuale di critici americani pubblicato sulla rivista The Village Voice. Lauryn Hill è stata nominata dieci volte ai Grammy Awards del 1999, diventando la prima donna a essere candidata più volte in una sola edizione. Ha vinto cinque Grammy, inclusi quelli come miglior nuovo artista, miglior brano R&B e miglior album R&B. Ha vinto anche il Grammy come miglior album dell'anno, diventando così il primo album hip hop a ricevere il premio. Hill ha stabilito un nuovo record nel settore, diventando anche la prima donna a vincere cinque premi Grammy in un solo anno. Ai Billboard Music Awards, ha vinto nella categoria per l'album R&B dell'anno e in quella di miglior video di un nuovo artista R&B/Urban per Doo Wop. Inoltre, agli AMA del 1999 ha vinto il premio come miglior nuovo artista R&B/Soul, ha vinto un Soul Train Award e ha ricevuto una nomination come miglior artista solista internazionale femminile ai Brit Awards.
Da allora, The Miseducation of Lauryn Hill è apparso in molte liste dei più grandi album di sempre. Secondo Acclaimed Music, l'album d'esordio della Hill è il 154º disco nella lista di tutti i tempi da parte dei critici.
Secondo About.com è il miglior album rap del 1998, mentre l'album è inserito nelle classifiche dei migliori album da parte di Associated Press, Ego trip, Rolling Stone, Q, Blender, Vibe, Spin, The Guardian, The Source, Mojo e dall'autore Robert Dimery, che lo inserisce tra i 1001 Albums You Must Hear Before You Die.
L’album, nel 2024, è stato inserito da Apple Music nella classifica “Apple Music 100 Best Albums” alla prima posizione.

## Impatto culturale ed eredità
| Recensione                    | Giudizio |
| ----------------------------- | -------- |
| AllMusic                      | [ 52 ]   |
| Robert Christgau              | ***      |
| Encyclopedia of Popular Music | [ 93 ]   |
| The Rolling Stone Album Guide | [ 94 ]   |
| Slant Magazine                | [ 55 ]   |
| Pitchfork                     | [ 95 ]   |
| XXL                           | [ 96 ]   |
| Sputnikmusic                  | [ 97 ]   |

Con il successo di The Miseducation of Lauryn Hill, la Hill diviene un'icona mediatica nazionale con riviste che vanno da Time a Esquire a Teen People che fanno a gara per averla in copertina. Nella storica copertina di Time dell'8 febbraio del 1999, Hill è stata accreditata per aver contribuito ad assimilare completamente l'hip hop nella musica mainstream, facendola diventare la prima artista hip hop ad apparire sulla copertina della rivista. Nel 2012, Rolling Stone classificò l'album alla posizione numero 314 nella sua lista dei 500 migliori album di sempre, scrivendo: «Hill ha preso il soul degli anni settanta che ha prodotto e rappresentato la generazione hip-hop sul suo album di debutto da solista.» Scrivendo sul The Rolling Stone Album Guide (2004), Jon Caramanica lo definisce «un album serio, senza pretese e piacevolmente trascurato come qualsiasi donna della generazione hip-hop ha mai fatto» affermando che, facendo appello a un'ampia gamma di ascoltatori con l'hip hop filtrato attraverso una «prospettiva femminile», l'album ha spinto la Hill ad essere una superstar «di proporzioni epiche» e [ad essere] «il punto focale dell'hip-hop crossover nel mainstream.» L'autore musicale Peter Shapiro cita il prodotto come «l'ultimo album cross-over dell'era hip-hop.»
Insieme al debutto di Erykah Badu nel 1997, Baduizm, The Miseducation of Lauryn Hill fu anche un'importante pubblicazione nella scena della musica neo soul. Secondo la rivista Ebony, il disco ha portato il genere neo soul alla ribalta della musica popolare, divenendo l'album più apprezzato e apprezzato dalla critica.
Secondo l'Encyclopedia of African American Music (2010), «alcune tracce sono basate più sull'hip hop soul rispetto al neo soul, ma il disco è pieno di musicisti dal vivo e di armonie stratificate, quindi è un album di tendenza che collega assieme l'hip hop moderno, l'R&B e la musica soul classica, creando il fondamento per ciò che verrà in seguito nel genere neo soul.» Nel suo quindicesimo anniversario, il rapper americano Nas ha recensito l'album per la rivista XXL, presentandolo come un modello da seguire per artisti di tutti i generi e un «disco senza tempo, pura musica [...] rappresenta il periodo di tempo – un momento serio nella musica nera, quando i giovani artisti prendevano il comando e sfondavano le porte.» Nel 2015, The Miseducation of Lauryn Hill è stato ritenuto «culturalmente, storicamente o esteticamente significativo» da parte della Biblioteca del Congresso degli Stati Uniti d'America e selezionato per essere incluso nel Registro Nazionale delle Registrazioni.

## Tracce
Testi e musiche di Lauryn Noelle Hill, eccetto dove indicato.
1. Intro – 0:47
2. Lost Ones – 5:33 (Lauryn Hill, Che Guevara, Vada Nobles)
3. Ex-Factor – 5:26
4. To Zion (feat. Carlos Santana) – 6:08 (Lauryn Hill, Che Guevara)
5. Doo Wop (That Thing) – 5:19
6. Superstar – 4:56 (Lauryn Hill, Johari Newton, James Poyser)
7. Final Hour – 4:15
8. When It Hurts So Bad – 5:42
9. I Used to Love Him (feat. Mary J. Blige) – 5:39
10. Forgive Them Father – 5:15
11. Every Ghetto, Every City – 5:14
12. Nothing Even Matters (feat. D'Angelo) – 5:49
13. Everything Is Everything – 4:58 (Lauryn Hill, Johari Newton)
14. The Miseducation of Lauryn Hill – 4:17 (Lauryn Hill, Tejumold Newton)

Tracce bonus
1. Can't Take My Eyes Off You – 3:41 (Bob Crewe, Bob Gaudio, Lauryn Hill)
2. Tell Him – 4:38

## Formazione
Crediti adattati dalla note di copertina dell'album.
Musicisti
- Al Anderson – chitarra (traccia 12)
- Tom Barney – basso (tracce 11-13)
- Bud Beadle – sassofono alto/tenore, flauto (traccia 7)
- Robert Browne – chitarra (traccia 2)
- Rudy Byrd – percussioni (tracce 3, 6 e 8)
- Che Guevara – programmazione batteria (tracce 5-6, 9-10, 12-13)
- Che Pope – programmazione batteria (traccia 8)
- Jared Crawford – batteria live (traccia 4)
- D'Angelo – Fender Rhodes (traccia 12)
- DJ Supreme – DJ (traccia 5)
- Francis Dunnery – chitarra (traccia 11-12)
- Paul Fakhourie – basso (traccia 3)

- Dean Frasier – sassofono (tracce 5 e 10)
- Loris Holland – tastiere musicali (tracce 12 e 14), clavinet (traccia 11)
- Indigo Quartet – archi (tracce 5, 13-14)
- Julian Marley – chitarra (traccia 10)
- Chris Meredith – basso (traccia 8, 10 e 12)
- Johari Newton – chitarra (tracce 2-3 e 8)
- Tejumold Newton – pianoforte (traccia 3)
- Vada Nobles – programmazione batteria (tracce 2-3, 5-6, 8, 10 e 13)
- Arun Pandian – chitarra (traccia 16)
- Grace Paradise – arpa (tracce 4, 6 e 8)
- James Poyser – basso (tracce 2, 4 e 9); tastiere musicali (tracce 3, 5-6 e 12)
- Everol Ray – tromba (tracce 5 e 10)

- Kevin Robinson – tromba, flugelhorn (traccia 7)
- Ronald "Nambo" Robinson – trombone (tracce 5 e 10)
- Matthew Rubano – basso (tracce 9 e 13)
- Carlos Santana – chitarra (traccia 4)
- Earl Chinna Smith – chitarra (tracce 2 e 10)
- Andrew Smith – chitarra (traccia 7)
- Squiddly Ranks – batteria live (traccia 8)
- John R. Stephens – pianoforte (traccia 13)
- Elizabeth Valletti – arpa (traccia 7)
- Fayyaz Virti – trombone (traccia 7)
- Joe Wilson – pianoforte (traccia 14)
- Stuart Zender – basso (traccia 7)

Produzione
- Errol Brown – assistente ingegnere alla registrazione (tracce 2 e 10)
- Che Guevara – co-produttore (tracce 2 e 4)
- Lauryn Hill – produttrice (tracce 1-16), produttrice esecutiva
- Matt Howe – registrazione (traccia 7)
- Storm Jefferson – registrazione (tracce 8-9, 11-12), ingegnere al missaggio (traccia 8), assistente ingegnere al missaggio (tracce 2 e 9)

- Ken Johnson – registrazione (traccia 9), assistente ingegnere alla registrazione (traccia 4)
- Vada Nobles – co-produttore (traccia 2)
- Tony Prendatt – registrazione (tracce 6-7, 9, 12-14), ingegnere audio (traccia 14)
- Warren Riker – registrazione (tracce 4-5, 8 e 12), ingegnere al missaggio (tracce 2 e 9)
- Jamie Seigel – assistente ingegnere al missaggio (traccia 4)
- Greg Thompson – assistente ingegnere al missaggio (traccia 3)

- Neil Tucker – assistente ingegnere alla registrazione (traccia 7)
- Chip Verspyck – assistente ingegnere alla registrazione (tracce 3 e 7)
- Brian Vibberts – assistente ingegnere alla registrazione (tracce 6, 10 e 12)
- Gordon "Commissioner" Williams – registrazione (tracce 2-6, 8-12), ingegnere (tracce 9 e 14), missaggio (tracce 2, 4-6, 8, 10-11, 13-14)
- Johny Wyndrx – registrazione (traccia 4)

Cantanti
- Lauryn Hill – voce (tracce 2-16)
- Mary J. Blige – voce aggiuntiva (traccia 9)
- D'Angelo – voce aggiuntiva (traccia 12)
- Shelley Thunder – voce aggiuntiva (traccia 10)
- Kenny Bobien – cori (traccia 4)
- Chinah – cori (traccia 9)
- Jenni Fujita – cori (traccia 5)

- Fundisha Johnson – cori (traccia 5)
- Sabrina Johnston – cori (traccia 4)
- Jenifer McNeil – backing vocals cori (traccia 9)
- Rasheem Pugh – cori (traccia 5)
- Lenesha Randolph – cori (tracce 4-5, 9 e 13)
- Ramon Rivera – cori (traccia 9)
- Earl Robinson – cori (traccia 4)

- Andrea Simmons – cori (tracce 4 e 9)
- Eddie Stockley – cori (traccia 4)
- Ahmed Wallace – cori (tracce 9 e 13)
- Tara Watkins – cori (traccia 9)
- Rachel Wilson – cori (traccia 9)
- Chuck Young – cori (traccia 3)

## Successo commerciale
Dopo la sua pubblicazione il 25 agosto 1998, l'album debutta al primo posto della Billboard 200, vendendo 422 624 copie durante la sua prima settimana. L'esordio nella classifica statunitense ha registrato il record di vendite nella prima settimana da parte di un'artista femminile.
Nella sua seconda settimana in classifica, The Miseducation of Lauryn Hill resta al primo posto, vendendo altre 265 000 copie. Ha venduto un milione di copie in meno di un mese e ha raggiunto quota 2,4 milioni di copie a dicembre. È rimasto in classifica per 91 settimane e ha chiuso il 1998 al vertice della classifica di fine anno degli album R&B/Hip-Hop.
Il disco è promosso dai tre singoli Doo Wop (That Thing), Ex-Factor ed Everything Is Everything, poi divenute delle hit per le quali sono stati prodotti dei video musicali. Le vendite di The Miseducation of Lauryn Hill sono aumentate dopo l'apparizione dell'artista ai Grammy Awards del 1999: l'album vendette 234 000 copie in più nella settimana del 3 marzo 1999 rispetto a quella precedente e 200 000 copie nella settimana successiva. Ad agosto 1999, l'album ha venduto 10 milioni di copie in tutto il mondo e quasi 700 000 solo in Canada. Il 17 dicembre 2001 è stato certificato 8 volte disco di platino dalla RIAA. Nell'aprile 2002, la Columbia dichiara che il disco aveva venduto 12 milioni di copie a livello mondiale, mentre nel 2009 le sue vendite globali sono salite a 19 milioni. Al 2013 aveva venduto 8 milioni di copie in territorio statunitense.

## Classifiche

### Classifiche settimanali
| Classifica (1998-23) | Posizione massima |
| -------------------- | ----------------- |
| Australia            | 2                 |
| Austria              | 4                 |
| Belgio (Fiandre)     | 10                |
| Belgio (Vallonia)    | 27                |
| Canada               | 1                 |
| Finlandia            | 20                |
| Francia              | 3                 |
| Germania             | 9                 |
| Giappone             | 6                 |
| Grecia               | 6                 |
| Irlanda              | 28                |
| Norvegia             | 2                 |
| Nuova Zelanda        | 5                 |
| Paesi Bassi          | 11                |
| Portogallo           | 28                |
| Regno Unito          | 2                 |
| Stati Uniti          | 1                 |
| Svezia               | 3                 |
| Svizzera             | 11                |

### Classifiche di fine anno
| Classifica (1998) | Posizione |
| ----------------- | --------- |
| Francia           | 31        |
| Giappone          | 75        |
| Nuova Zelanda     | 42        |
| Regno Unito       | 82        |
| Stati Uniti       | 24        |
| Classifica (1999) | Posizione |
| Australia         | 46        |
| Austria           | 19        |
| Belgio (Fiandre)  | 31        |
| Belgio (Vallonia) | 58        |
| Francia           | 36        |
| Germania          | 34        |
| Nuova Zelanda     | 25        |
| Regno Unito       | 17        |
| Stati Uniti       | 11        |
| Classifica (2024) | Posizione |
| Portogallo        | 176       |

### Classifiche di fine decennio
| Classifica (1990–99) | Posizione |
| -------------------- | --------- |
| Stato Uniti          | 40        |